# Eugen Helmer
Ernst Eugen Helmer, född 29 december 1885 i Stuttgart, död 22 september 1966 i Tyska S:ta Gertruds församling i Stockholm, var en svensk gravör och medaljkonstnär.
Han var son till kaféidkaren Johan Helmer och Marie Schumacher samt från 1915 gift med Elsa Dorotea Holm. Han blev svensk medborgare 1922. Han bedrev konststudier under fyra år vid Kunstgewerbliche Abendschule i Stuttgart. Samtidigt arbetade han extra och fick insikt i gravyr hos Karl Schal. Han var anställd som gravör hos Wilhelm Winkler i Konstantinopel 1907–1909 och därefter vid olika gravyrateljéer i Stuttgart och Leipzig. Han knöts till Stockholms gravyranstalt 1911 men återvände till Tyskland under Första världskriget. Han kom tillbaka till Sverige 1919 först som anställd vid en gravyrateljé innan han 1928 etablerade en egen ateljé. Förutom standardgravyrer utförde han ett stort antal medaljer. Han medverkade 1953 i Danska Nationalmuseums utställning Udstilling af nordisk medaillekunst efter 1945 där han var representerad med tre medaljer.